# Гималайская цивета
Гимала́йская циве́та (лат. Paguma larvata) — млекопитающее, обитающее на индийском субконтиненте и в Юго-Восточной Азии. Скрытное млекопитающее средних размеров, относится к хищникам, предпочитает оставаться на деревьях. В Гонконге охраняется законом.

## Описание
Окрас без пятен и полосок (в отличие от родственных видов), от оранжевого до серого, лапы часто тёмные или чёрные. Морда может быть в белой или чёрной гамме. Размеры тела 51-76 см, хвост длиной около полуметра. Масса от 3,6 до 6 кг.

## Ареал и места обитания
Живёт в джунглях от Северной Индии до Юго-Восточной Азии и Китая. Также есть популяции на некоторых островах — Борнео, Суматра, Тайвань, Андаманские, Никобарские острова. В начале XX века была завезена в Японию.

## Образ жизни
Днём цивета спит на дереве, если её потревожить, выпрыскивает из анальных желез специфический секрет. Диета — фрукты, мелкие животные, птицы, насекомые.

## Размножение
Самка приносит 1—4 детёнышей дважды в год. Детёныши достигают размеров взрослого животного к возрасту 3 месяцев.

## Взаимодействие с человеком
В некоторых частях КНР цивет убивают ради мяса и едят. Учитывая этот факт, некоторые вирусологи заявляют, что коронавирус SARS впервые был передан людям именно через их мясо. Возможно, однако, что сама цивета получает вирус от другого, пока неизвестного, животного.
Может быть опасна для человека, в основном если речь идёт о больных животных.